# Parafia św. Anny i św. Jerzego w Radostowie
Parafia świętej Anny i świętego Jerzego w Radostowie – parafia rzymskokatolicka znajdująca się w archidiecezji warmińskiej, w dekanacie Dobre Miasto.